# Yang Fan
Yang Fan (chiń. 杨帆 ur. 16 października 1987) – chiński sztangista, dwukrotny medalista mistrzostw świata. 

## Kariera
Pierwszy i największy sukces osiągnął w 2007 roku, kiedy z wynikiem w dwuboju 315 kg na mistrzostwach świata w Chiang Mai zdobył złoty medal w wadze piórkowej (do 62 kg). W zawodach tych wyprzedził Im Yong-su z Korei Północnej oraz Bułgara Iwajło Filewa. Na rozgrywanych dwa lata później mistrzostwach świata w Goyang zdobył brązowy medal. Tym razem wyprzedzili go jego rodak, Ding Jianjun oraz Eko Yuli Irawan z Indonezji. Nigdy nie wystąpił na igrzyskach olimpijskich.

## Osiągnięcia
| Rok  | Zawody             | Miasto     | Miejsce | Kategoria | Wynik  |
| ---- | ------------------ | ---------- | ------- | --------- | ------ |
| 2007 | Mistrzostwa świata | Chiang Mai | 1       | do 62 kg  | 315 kg |
| 2009 | Mistrzostwa świata | Koyang     | 3       | do 62 kg  | 314 kg |